# Żółty szlak turystyczny Szydłów – Widełki
 Żółty szlak turystyczny Szydłów – Widełki im. Henryka Orlińskiego – szlak turystyczny na terenie Gór Świętokrzyskich.

## Przebieg szlaku
| Odległość | Atrakcje                                             | Punkt          | Skrzyżowania szlaków |
| --------- | ---------------------------------------------------- | -------------- | -------------------- |
| 0,0 km    | zamek · zabytek · zabytek judaizmu · kościół · ruiny | Szydłów PKS    |                      |
| 7,0 km    |                                                      | Korytnica      | Chańcza – Pielaszów  |
| 11,0 km   |                                                      | Chańcza PKS    | Chańcza – Pielaszów  |
| 14,0 km   |                                                      | Rakówki        |                      |
| 17,0 km   | kościół · zabytek                                    | Raków PKS      |                      |
| 18,5 km   |                                                      | Dębno          |                      |
| 20,0 km   | kościół                                              | Drogowle-Ruda  |                      |
|           |                                                      | Wólka Pokłonna |                      |
| 28,0 km   |                                                      | Sterczyna      |                      |
|           |                                                      | Jaźwina        |                      |
|           |                                                      | Igrzyczna      |                      |
| 32,0 km   |                                                      | Nowa Huta      |                      |
| 34,0 km   | rezerwat roślinny                                    | Widełki PKS    | Chęciny – Łagów      |

## Galeria

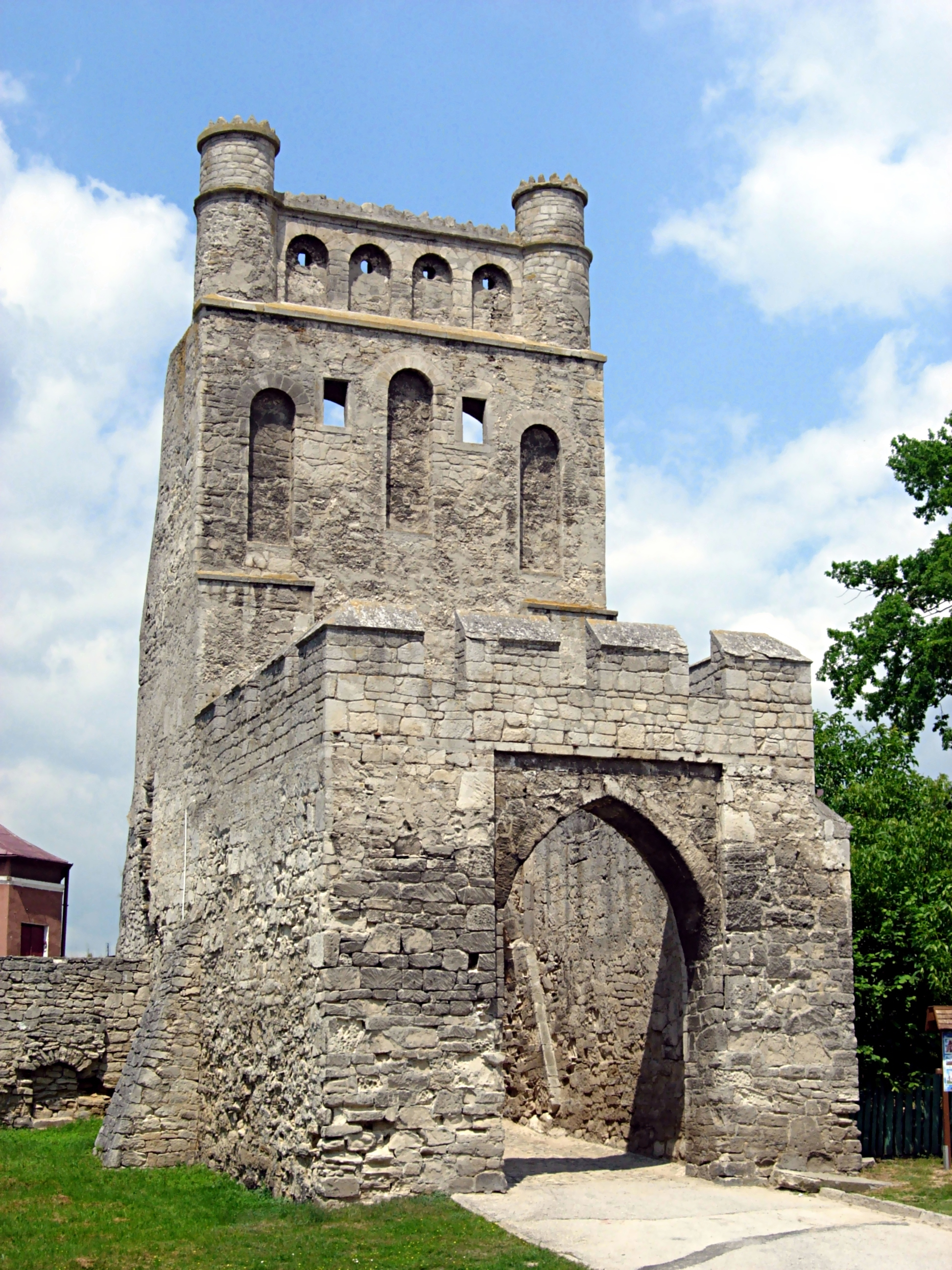
Brama Krakowska w Szydłowie
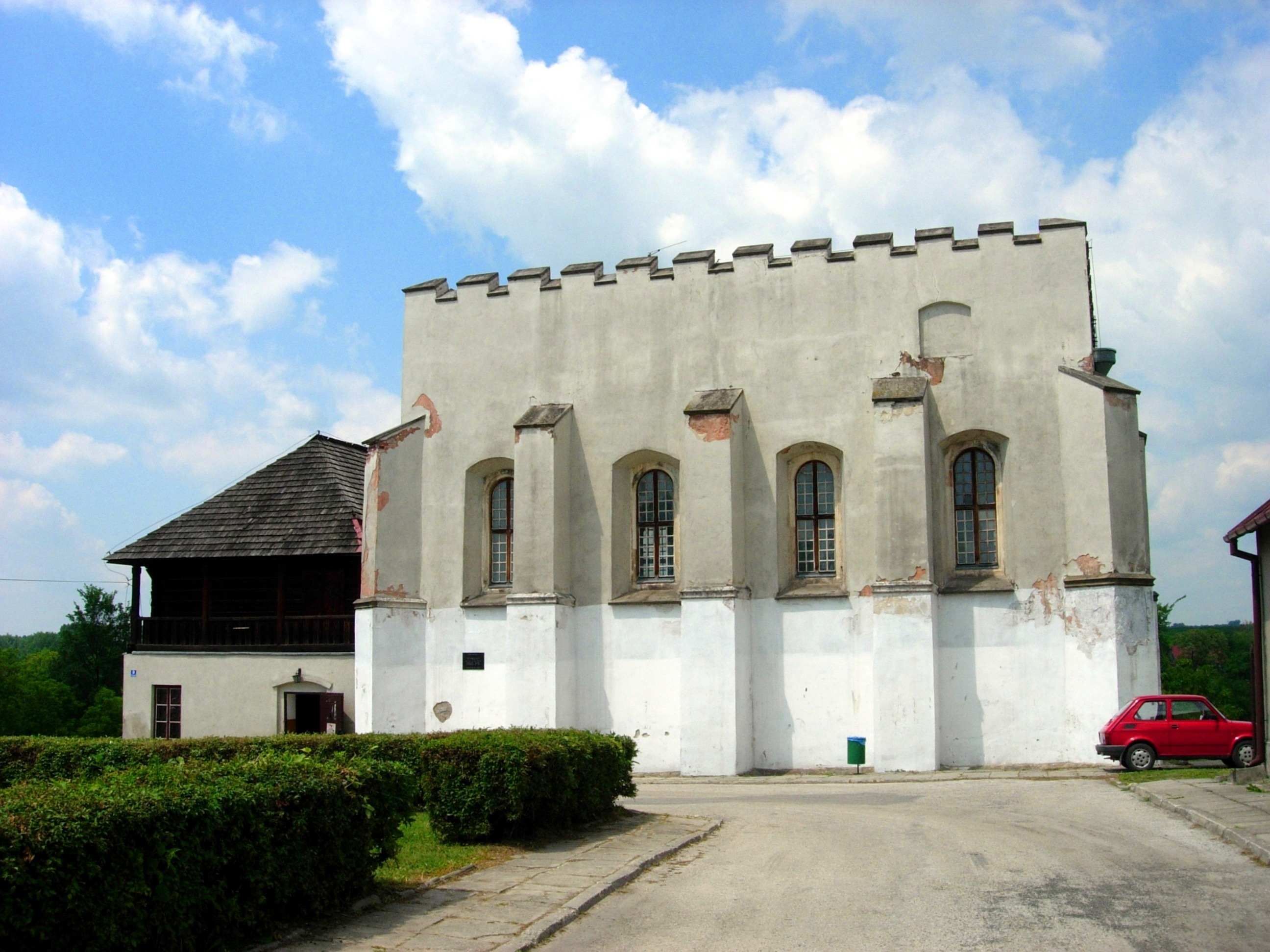
Synagoga w Szydłowie
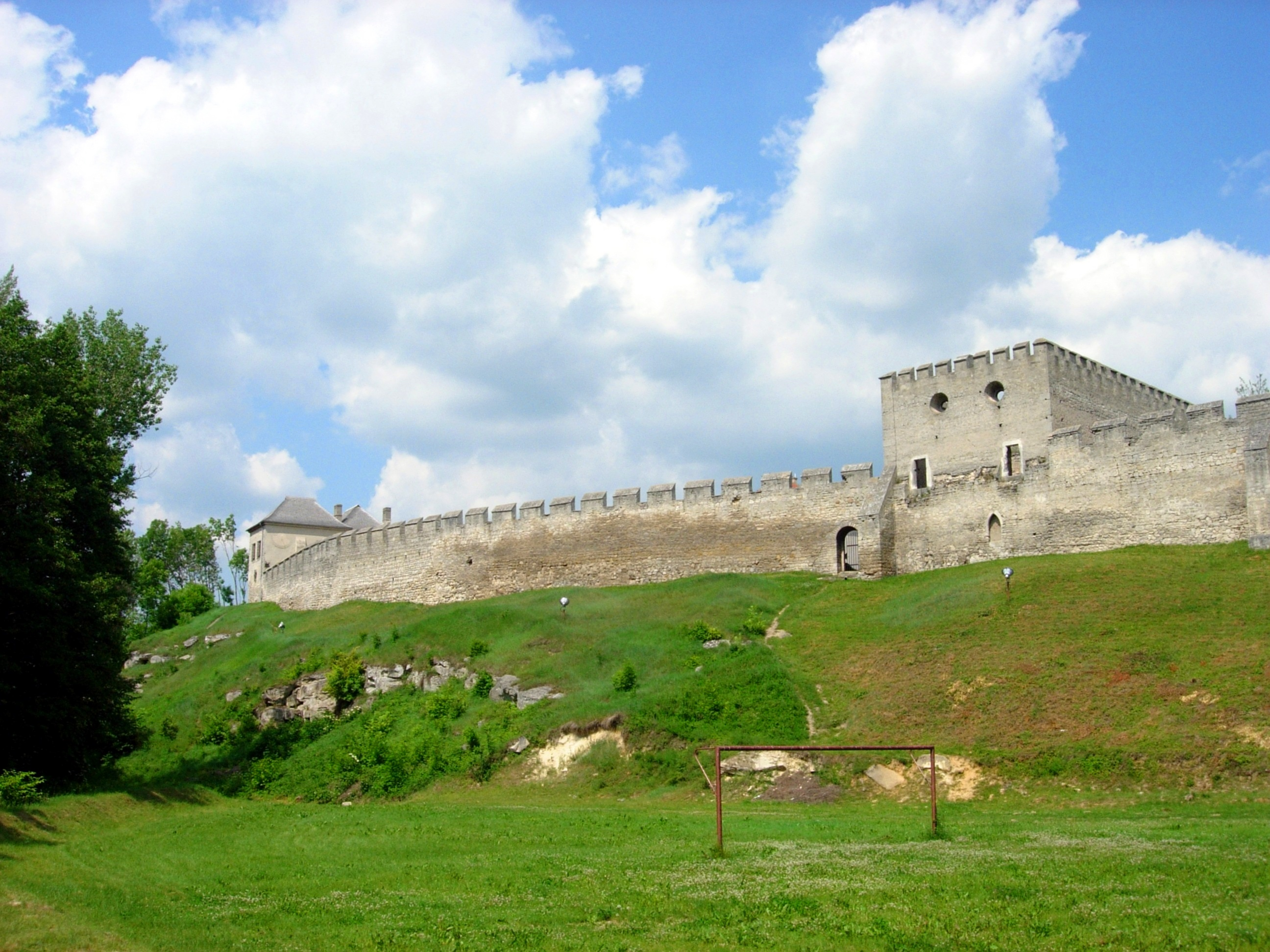
Zamek w Szydłowie